# Androranga
L'Androranga est une rivière du versant est de Madagascar dans la région Sava. Il se jette dans le fleuve Bemarivo

## Géographie
La Bemarivo est la limite nord du territoire des Betsimisarakas. L'Androranga draine une partie des eaux du parc national de Marojejy.